# Radical 190
Le radical 190, qui signifie le poil, est un des 8 des 214 radicaux chinois répertoriés dans le dictionnaire de Kangxi composés de dix traits.
Le caractère Unicode de 髟 est 9ADF.

## Caractères avec le radical 190
| nombre de traits          | caractères                    |
| ------------------------- | ----------------------------- |
| Sans trait supplémentaire | 髟                            |
| 2 traits supplémentaires  | 髠                            |
| 3 traits supplémentaires  | 髡 髢                         |
| 4 traits supplémentaires  | 髣 髤 髥 髦 髧 髨 髩 髪       |
| 5 traits supplémentaires  | 髫 髬 髭 髮 髯 髰 髱 髲 髳 髴 |
| 6 traits supplémentaires  | 髵 髶 髷 髸 髹 髺 髻 鬇       |
| 7 traits supplémentaires  | 髼 髽 髾 髿 鬀 鬁 鬂          |
| 8 traits supplémentaires  | 鬃 鬄 鬅 鬆 鬈                |
| 9 traits supplémentaires  | 鬉 鬊 鬋 鬌 鬍 鬎 鬏          |
| 10 traits supplémentaires | 鬐 鬑 鬒 鬓                   |
| 11 traits supplémentaires | 鬔 鬕 鬖 鬗 鬘 鬝             |
| 12 traits supplémentaires | 鬙 鬚 鬛 鬜                   |
| 13 traits supplémentaires | 鬞 鬟 鬠                      |
| 14 traits supplémentaires | 鬡 鬢                         |
| 15 traits supplémentaires | 鬣                            |
| 17 traits supplémentaires | 鬤                            |